# Schloss Geiselhöring

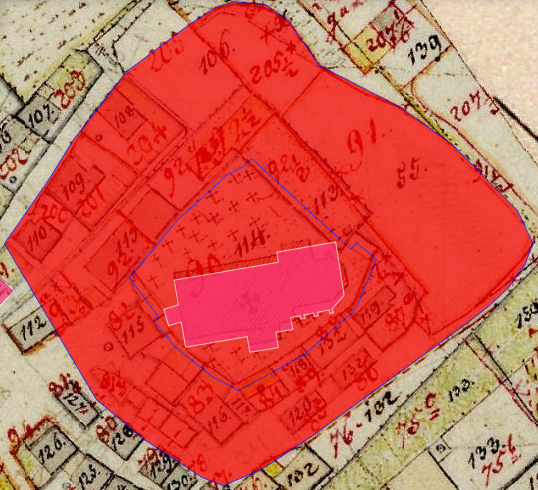
Lageplan des Schlosses Geiselhöring auf dem Urkataster von Bayern

Das Schloss Geiselhöring ist ein abgegangenes mittelalterliches Schloss in der Stadt Geiselhöring im niederbayerischen Landkreis Straubing-Bogen von Bayern. Die Anlage lag im Bereich des heutigen Schlossgrabens und des Pfarrplatzes. Die Anlage wird als Bodendenkmal unter der Aktennummer D-2-7140-0020 mit der Beschreibung „untertägige Befunde des ehem. Schlosses sowie Grabenanlage des Mittelalters und der frühen Neuzeit in Geiselhöring“ geführt.

## Geschichte

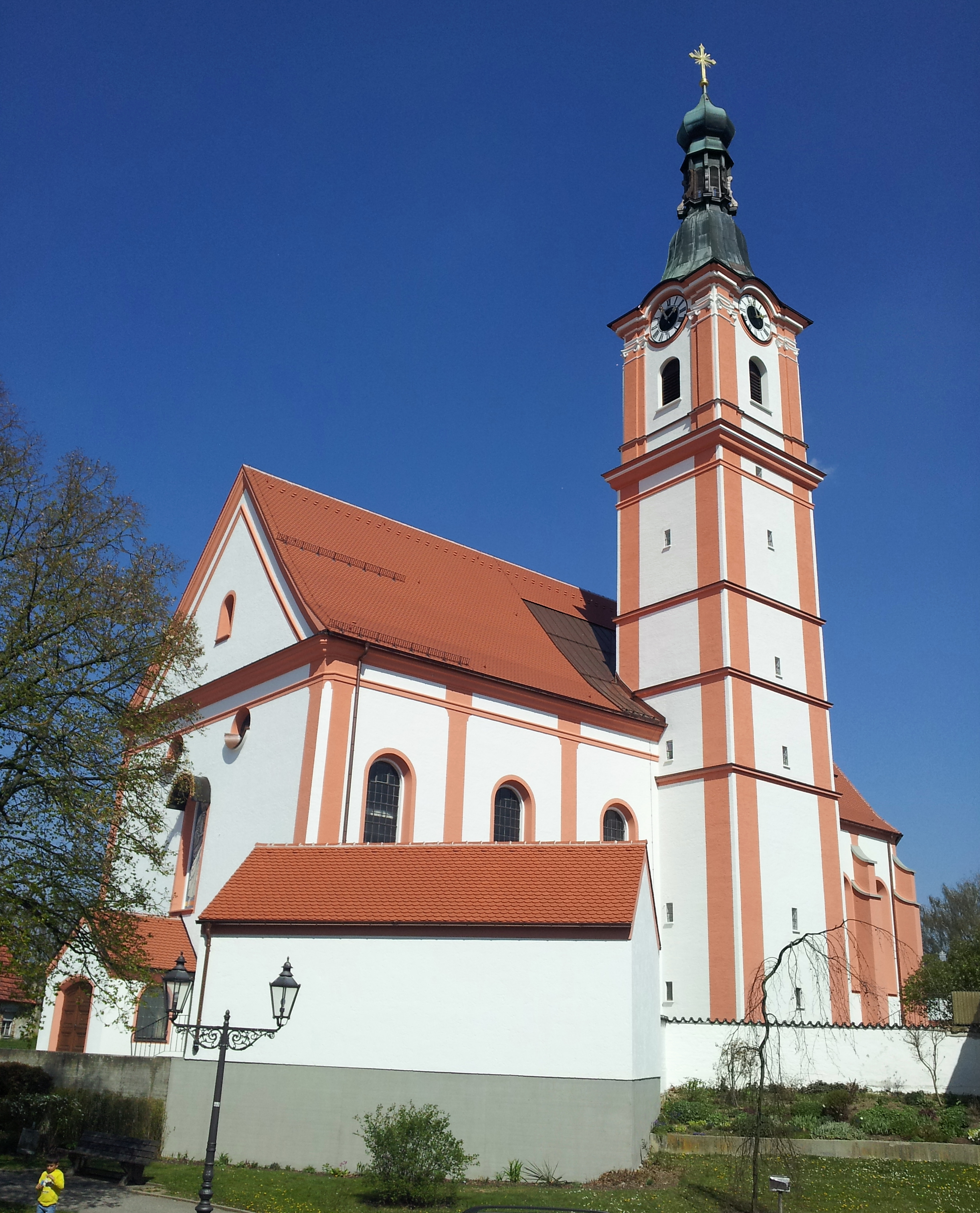
Stadtpfarrkirche St. Peter und Erasmus

Die erste Besiedlung Geiselhörings wurde im 5. oder 6. Jahrhundert von einem bajuwarischen Stammesherrn namens Giselher oder Gisilher vorgenommen. Dessen Herrensitz befand sich vermutlich an der Stelle der heutigen Pfarrkirche. Darauf deutet auch der Straßenname Schlossgraben in unmittelbarer Nähe der Pfarrkirche hin. Der frühere Standort des Schlosses ist vermutlich durch die katholische Stadtpfarrkirche St. Petrus und Erasmus überbaut oder liegt südöstlich davon. Es sind keine Reste des Bauwerks vorhanden.